# بلوار هالیوود
بلوار هالیوود (انگلیسی: Hollywood Boulevard) یکی از خیابان‌های اصلی لس آنجلس، آمریکا است.
این خیابان که به صورت شرق به غرب است به خاطر وجود پیاده‌روی مشاهیر هالیوود و همچنین سالن‌های تئاترهای ساخته شده در آن شناخته می‌شود.

## اماکن شاخص
- American Cinematheque
- Barnsdall Art Park
- Bob Hope Square (Hollywood and Vine)
- Broadway Hollywood Building
- Capitol Records Tower
- تئاتر چینی تی‌سی‌ال
- سالن تئاتر دالبی
- Grauman's Egyptian Theatre
- El Capitan Theatre
- Fonda Theatre
- Frederick's of Hollywood
- نشان هالیوود
- Hollywood and Highland
- Hollywood Pacific Theatre
- هتل روزولت هالیوود
- پیاده‌روی مشاهیر هالیوود
- Hollywood Wax Museum
- Hollywood Masonic Temple
- Madame Tussauds Hollywood
- Musso & Frank Grill
- تئاتر پنتیجز
- Ripley's Believe It Or Not! Odditorium
- Vista Theatre

## نگارخانه
- The intersection of Hollywood, then named Prospect and Highland avenues 1907
- Cruising circa 1909
- تقاطع هالیوود و هایلند، ۲۰۰۶
- بلوار هالیوود در شب
- پیاده‌روی مشاهیر هالیوود